# 11 Minutes
Pour plus de détails, voir Fiche technique et Distribution.
11 Minutes (11 Minut) est un film polonais réalisé par Jerzy Skolimowski, sorti en 2015. Il est présenté en sélection officielle à la Mostra de Venise 2015.
Le film est sélectionné comme entrée polonaise pour l'Oscar du meilleur film en langue étrangère à la 88e cérémonie des Oscars qui a eu lieu en 2016.

## Synopsis
Un mari jaloux et sa femme attirante qui est une actrice, un directeur minable de film, une jeune femme désorientée, un toxicomane, un vendeur de saucisses qui a été en prison, un étudiant en difficulté, un ancien laveur de vitres qui prend une année sabbatique, un artiste âgé, une équipe d'ambulanciers et un groupe de religieuses : des citadins contemporains dont la vie va s'entrelacer et prendre une tournure inattendue en l'espace de seulement 11 minutes.

## Fiche technique
- Titre original : 11 Minut
- Titre français : 11 Minutes
- Réalisation et scénario : Jerzy Skolimowski
- Montage : Agnieszka Glińska
- Pays d'origine : Pologne
- Format : Couleurs - 35 mm - 2,35:1
- Genre : thriller
- Durée : 81 minutes
- Dates de sortie :
  - Italie : 9 septembre 2015 (Mostra de Venise 2015)
  - Pologne : 23 octobre 2015

## Distribution
- Richard Dormer : le réalisateur Richard Martin
- Paulina Chapko : Anna Hellman
- Wojciech Mecwaldowski : le mari d'Anna
- Andrzej Chyra : le vendeur de hot dog
- Dawid Ogrodnik : le messager
- Agata Buzek : grimpeur
- Piotr Glowacki : grimpeur
- Jan Nowicki : le peintre
- Mateusz Kosciukiewicz : ex petit ami
- Anna Maria Buczek : docteur Ewa Król
- Lukasz Sikora : garçon
- Ifi Ude : fille avec un chien
- Grazyna Blecka-Kolska : femme enceinte
- Janusz Chabior : l'homme mourant
- Marta Dabrowska : la nonne

## Accueil
Le film est choisi pour représenter la Pologne pour la sélection pour l'Oscar du meilleur film étranger pour la 88e cérémonie des Oscars.

### Revue de presse
- David Fontaine, "Les films qu'on peut voir à la rigueur : 11 minutes », Le Canard enchaîné, Paris, 19 avril 2017, p. 6,  (ISSN 0008-5405)